# Кахмерд
Кахмерд — главный город Хазареджата в XVI—XVII веках, таможенная застава, на пути следования индийских и среднеазиатсих караванов через перевал Данкан-шикан, открытый круглый год.

## История
Интересные сведения о Кахмерде имеются у Бабура, который с признательностью вспоминал преданность и помощь кахмердцев до последних своих дней. Область Кахмерд служила ему одним из опорных пунктов в годы его борьбы за кабульский престол. Именно здесь он восстановил иссякшие в долгих походах и переходах свои военные силы.
До февраля 1584 года Кахмерд находился под владычеством Тимурида Шахруха-мирзы, и был взят в 1584 году армией Шейбанида Абдулла-хана II, возглавляемой Шах Саид-бия карлуком и включён в Балхский удел Бухарского ханства. Кахмерд был важным военно-стратегическим и торговым пунктом Балхского государства в его южных пределах. В начале 1633 года здесь стояло войско Аштарханидов под начальством Абдулазиз-султана, затем сюда была стянута из Шебергана, Андхуда, Меймене, Фарьяба, Чечекту, Гурзувана, Гарчистана и самого Балха вся аштарханидская армия. Причиной тому была концентрация индо-чагатайских войск в Кабуле, и, по имеющимся в бухарском и балхском дворах сведения, Бабурид Шах-Джахан намеревался вторгнуться в Бадахшан и Гарчистан, чтобы отторгнуть их от Балха. В том же году Кахмерд со смежными округами был пожалован всесильному Ялангтуш Бахадуру.